# Легедзине
Леге́дзине — село в Україні, у Тальнівській міській громаді, Звенигородського району Черкаської області.

## Історія
Між селами Легедзине та Тальянки існувало велике трипільське поселення загальною площею понад 450 га.
31 грудня 1919 року через Легедзине під час Зимового походу проходив Кінний полк Чорних Запорожців Армії УНР.
10 листопада 1920 підпільний штаб українських повстанців на чолі з Ф.Крижанівським організував на околиці Легедзиного оборону проти кінних частин Червоної армії, які рухалися з Умані до Звенигородки для боротьби із залишками частин армії УНР, очолюваної генералом Юрієм Тютюнником. До повстанців приєдналися жителі сусідніх сіл. Червоним вдалося зламати опір українців і почати жорстоку розправу. Під час повстання і наступних страт загинуло понад сто селян, 10 легедзинських господарств було спалено як застереження непокірним. На честь загиблих повстанців у селі 2010 року встановили пам'ятник.
У 1941 році Окрема Коломийська прикордонна комендатура, відступаючи з боями на схід, на початку серпня під Легедзиним дала бій німецьким дивізіям «Лейбштандарт Адольф Гітлер» та «Мертва голова», знищивши багато солдатів та 17 танків. Але сили виявилися нерівними, закінчилися боєприпаси і тоді прикордонники випустили на ворога 150 службових вівчарок, завдяки чому вони майже на два дні зупинили наступ ворога на цій ділянці фронту. Біля траси Золотоноша-Умань в 2003 році відкрито єдиний в Україні пам'ятник службовим собакамна скіфському кургані.
Село постраждало внаслідок геноциду українського народу, організованого більшовицьким керівництвом СРСР у 1932—1933 та 1946–1947 роках.

## Історико-культурний заповідник «Трипільська культура»
2002 року Постановою Кабінету Міністрів України було створено історико-культурний заповідник «Трипільська культура». До його складу ввійшло 11 поселень трипільської культури, розташованих на території Уманського, Тальнівського, Звенигородського районів Черкаської області. Зокрема сюди входять такі поселення-гіганти як «Тальянки», «Веселий Кут», «Майданець», «Доброводи». Територія заповідника — 20 кв. км.
Дирекція заповідника розташована в с. Легедзине. Біля неї відтворено трипільське житло в натуральну величину.
Директор заповідника — історик і самодіяльний кінорежисер Владислав Чабанюк.
Після того, як 2008 року уряд припинив фінансувати заповідник, В.Чабанюк почав самотужки шукати способи завершення інтер'єрних робіт у реконструйованих трипільських оселях і порятунку їх від руйнації. Для цього він щоліта організовує т. зв. «трипільські толоки». На його заклик відгукнулися люди з усієї України. Спочатку учасників толоки було кілька десятків людей, але в наступні роки на толоки в Легедзине приїздили сотні. Постійні учасники толоки: казкар Сашко Лірник, кінорежисери Михайло Іллєнко та Наомі Умань.

## Населення

### Мова
Розподіл населення за рідною мовою за даними перепису 2001 року:
| Мова       | Кількість | Відсоток |
| ---------- | --------- | -------- |
| українська | 1104      | 98.05%   |
| російська  | 17        | 1.51%    |
| румунська  | 4         | 0.36%    |
| болгарська | 1         | 0.08%    |
| Усього     | 1126      | 100%     |

## Аматорське кіно
В околицях Легедзина Владислав Чабанюк і Сашко Лірник провадили зйомки художнього кінофільму «Чорний козак».

## Відомі люди
- Владислав Чабанюк — історик, самодіяльний кінорежисер, директор Історико-культурного заповідника «Трипільська культура»
- Наомі Умань — режисер артхаусного кіно (США), протягом багатьох років мешкає в Легедзині.

Поховані в селі:
- Кузьмін Віталій Володимирович (1974—2022) — старший солдат Збройних Сил України, учасник російсько-української війни.

## Пам'ятки
- Пам'ятник учасникам антибільшовицького повстання в Легедзиному. Встановлено у 2010 році[10].
- Пам'ятник героям-прикордонникам і службовим собакам, які 30 липня 1941 року прийняли нерівний бій з противником[11]. Встановлено 9 травня 2003 року

## Галерея

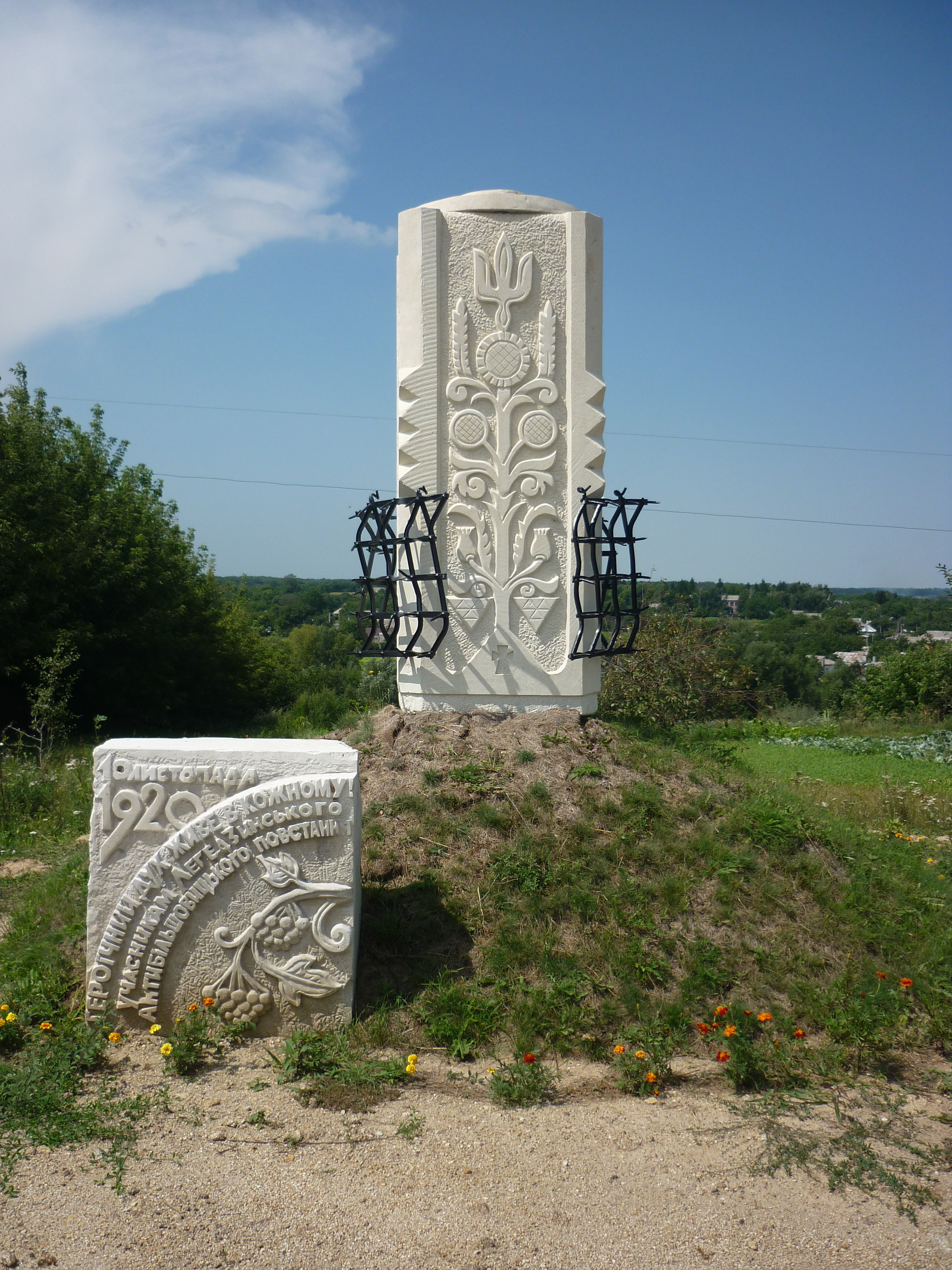
Пам'ятник учасникам антибільшовицького повстання в Легедзиному
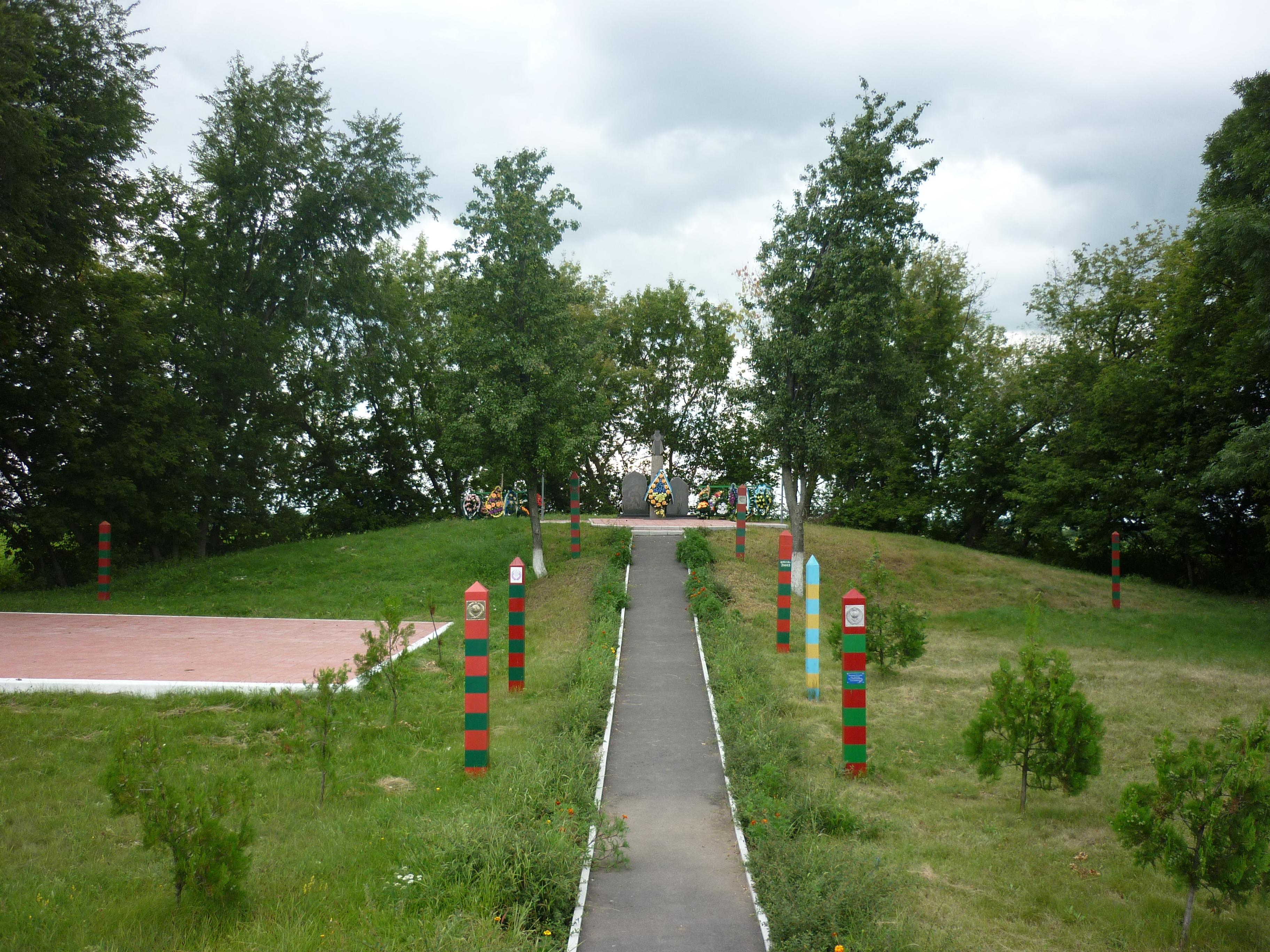
Пам'ятник загиблим прикордонникам
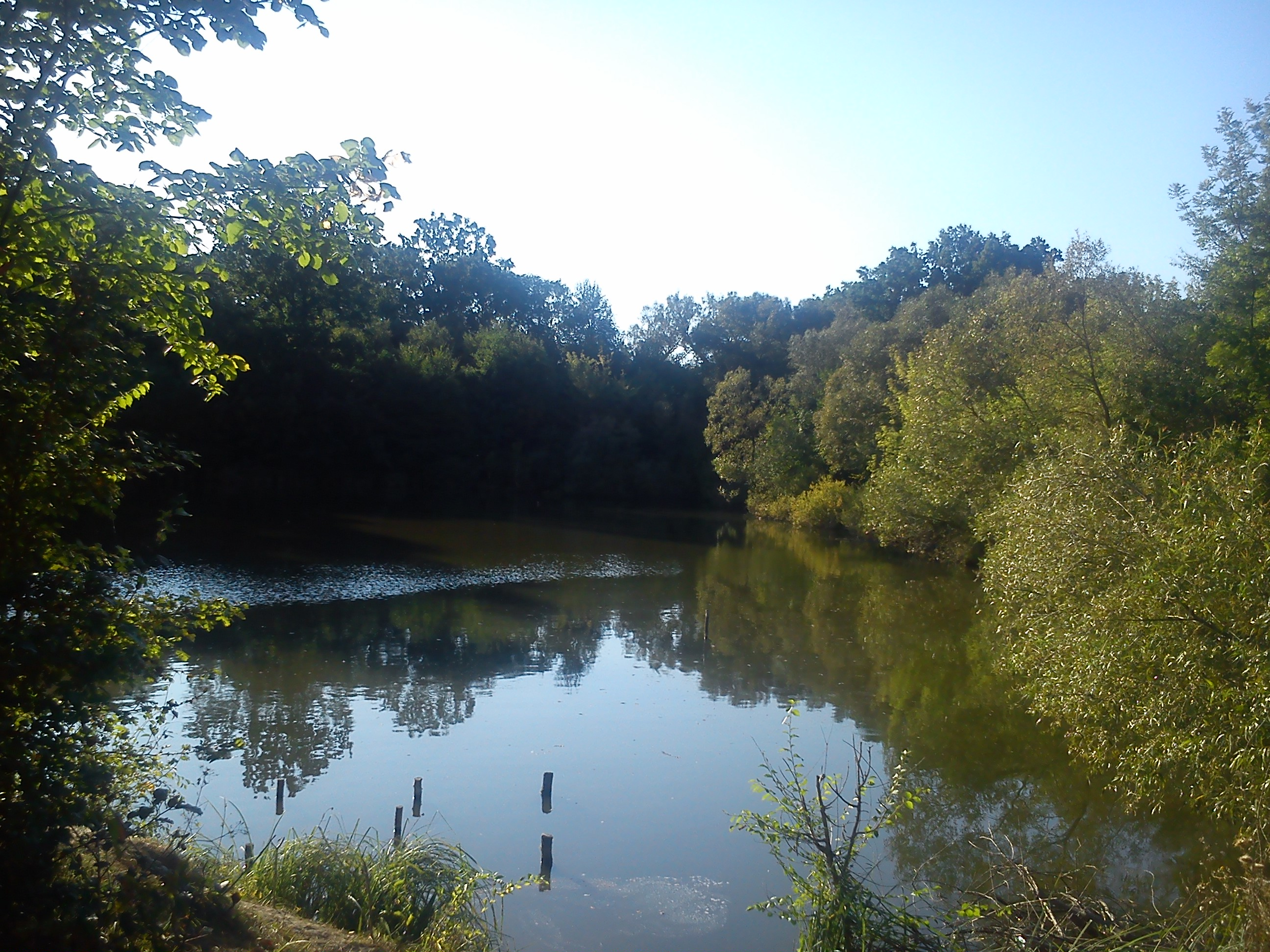
Ставок
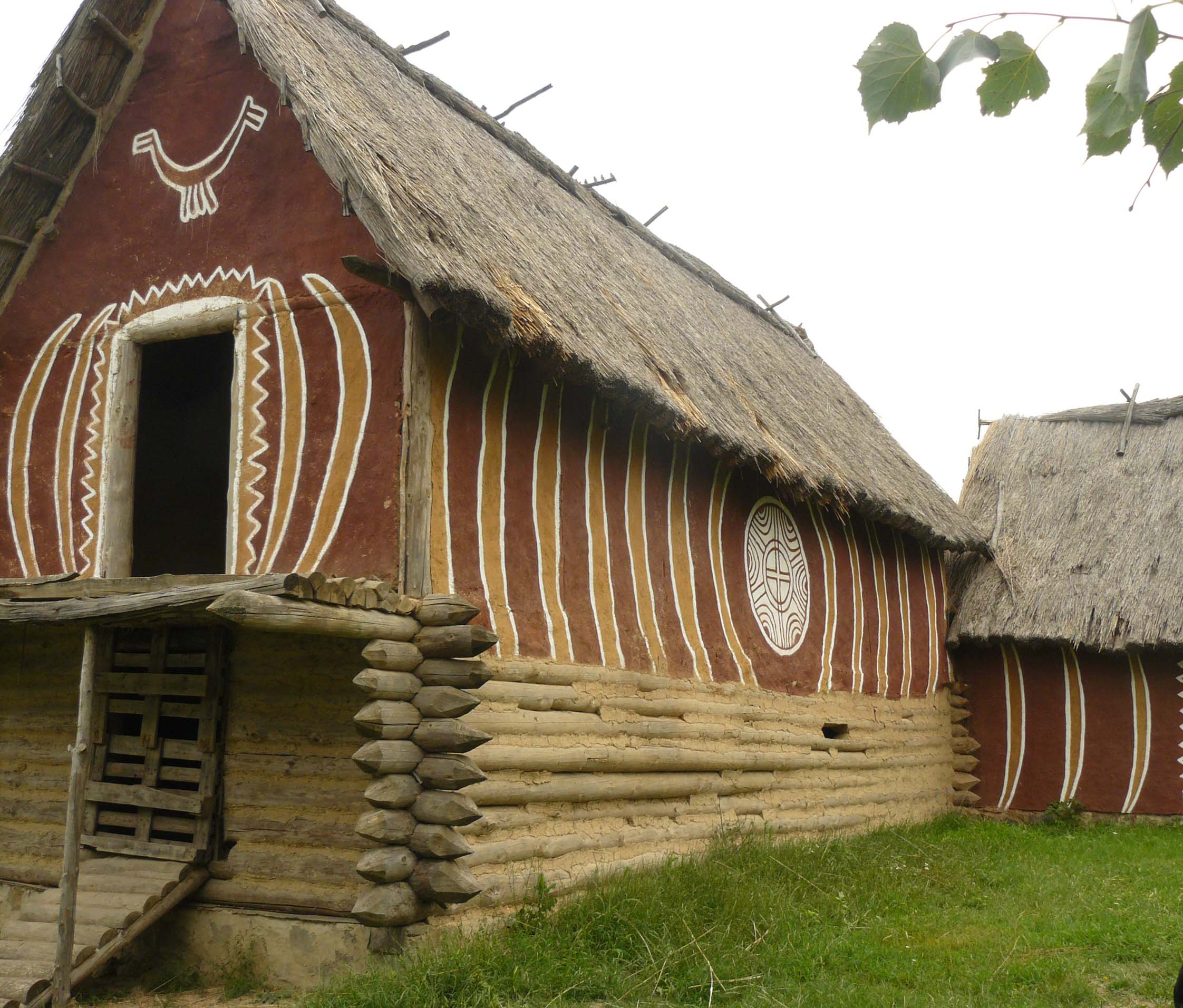
Реконструкція трипільського поселення
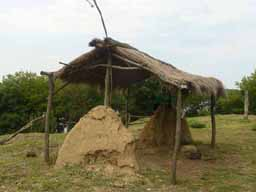
Місце проведення "трипільської толоки"
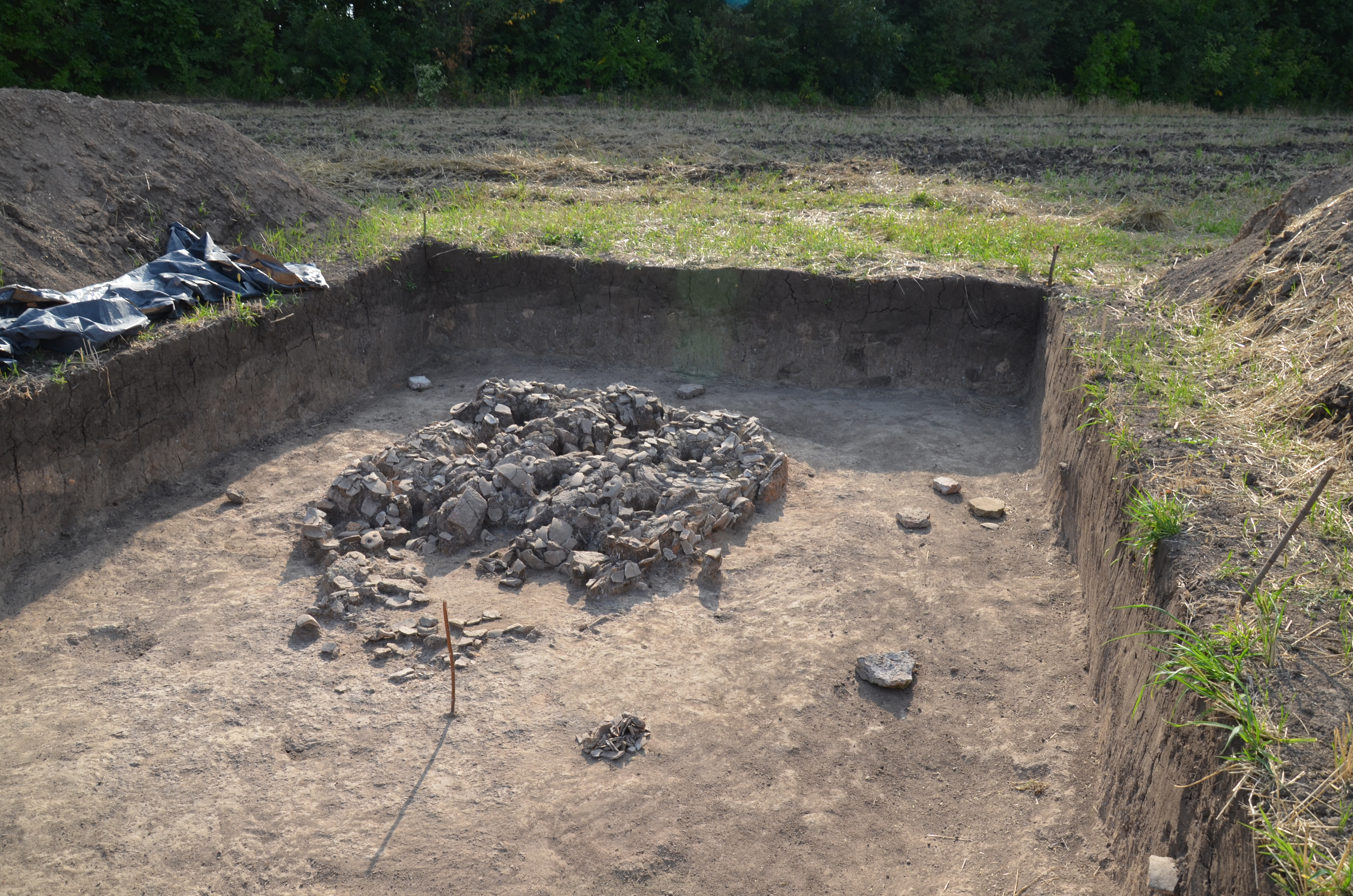
Розкопки трипільського поселення поблизу села Легедзине
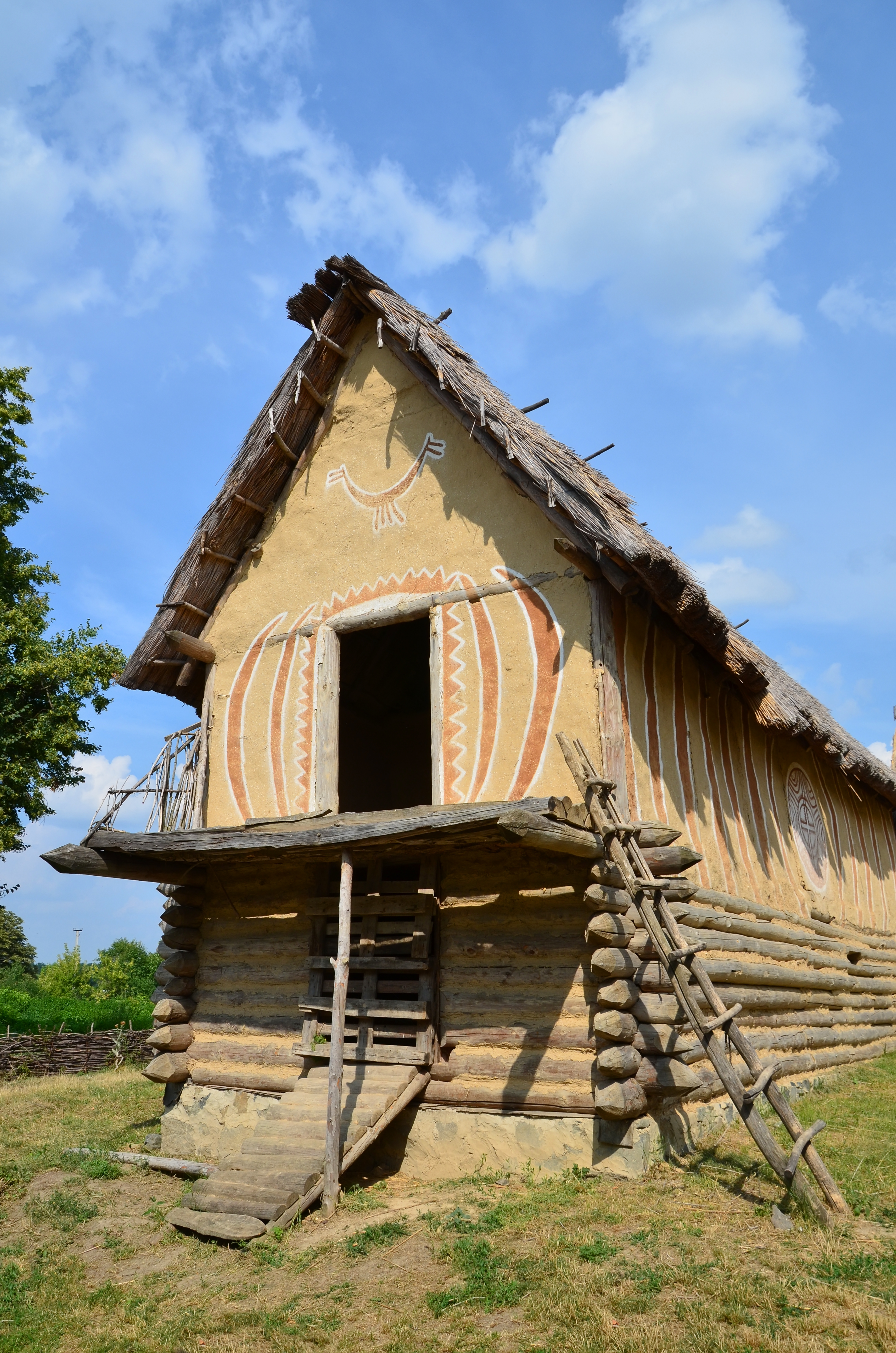
Реконструкція трипільського житла в музеї